# Bushmaster ACR
Magpul Masada / Bushmaster ACR — комплекс стрелкового оружия разработки американской компании Bushmaster Firearms International.

## История
Данная разработка изначально должна была заключаться в модернизации внешнего вида штурмовых винтовок семейства M16, однако инженеры Magpul Industries пошли дальше и переняли также некоторые конструктивные элементы других новейших разработок, например, FN SCAR и XM8. Вся система была разработана всего за 4 месяца и получила название Magpul Masada ACWS (англ. Adaptive Combat Weapon System — адаптивная система боевого оружия). Подобно бельгийской системе FN SCAR комплекс Magpul Masada обладает модульностью: путём быстрой замены некоторых компонентов можно изменить класс оружия, то есть используемый патрон и длину ствола.
В начале 2008 года компания Bushmaster Firearms приобрела данную систему, модернизировала её и направила в серию под названием Bushmaster ACR (англ. Adaptive Combat Rifle — адаптивная боевая винтовка).

## Описание
Основные модули системы:
1. Верхняя и нижняя части ствольной коробки (англ. upper and lower receiver),
2. Затворная рама с затвором,
3. Блок УСМ с предохранителем,
4. Ствол с газоотводным механизмом,
5. Приклад,
6. Цевьё,
7. Ствольная накладка.

Ствольная коробка автомата состоит из двух ресиверов. (англ. receiver). Верхний ресивер выполнен штампованным из алюминия, а нижний изготовлен из высокопрочного пластика, так же как цевьё, пистолетная рукоятка и приёмник магазинов. Выпускающееся в двух вариантах цевьё также выполнено из пластмассы. Блок УСМ, объединённый с предохранителем, практически аналогичен таковому у M16. Боевое оружие оснащено УСМ, позволяющим вести стрельбу одиночными и непрерывными очередями, а гражданское — УСМ, позволяющим только стрельбу одиночными. Данные блоки взаимозаменяемы.
Предохранитель-переводчик режимов стрельбы, кнопка затворной задержки и защёлка магазина имеется на обеих сторонах оружия. Рукоятка заряжания при необходимости может быть легко перенесена с левой стороны на правую. Затвор и газоотводная система трёхпозиционным газовым регулятором схожи с таковыми у AR-180. Магазины PMAG, соответствующие стандарту STANAG, выполнены из ударопрочной пластмассы и снабжены окошком для контроля за расходом боеприпасов.
Основное отличие ACR от Masada — новое расположение рукоятки заряжания (над стволом).

## Достоинства и недостатки

### Достоинства
- Материал – термостойкие полиамидные волокна, с влагозащищённым слоем из эластичного пластика
- Высокая эргономика.
- Быстросменные стволы, толстостенные, с повышенным хромированием (в три раза толще чем у M4).
- Большое количество вариантов винтовки, со взаимозаменяемыми деталями.
- Все детали у оружия идеально подогнаны.
- В настоящее время ACR считается самой точной штурмовой винтовкой в мире, по этому показателю она сравнивается с самозарядными снайперскими винтовками, на дальности 100 метров кучность достигает 0,5 угловой минуты (это 1,45 см).
- В любых режимах стрельбы винтовка остается хорошо управляема и кучна.

### Недостатки
- Высокая цена оружия, от 3000 долларов.

## Варианты
Варианты системы Magpul Masada:
- Carbine — вариант со стволом длиной 368 мм;
- CQB (англ. Close Quarters Battle — ближний бой) — вариант со стволом 267 мм и укороченным цевьём с дополнительными направляющими;
- SPR (англ. Special Purpose Rifle — винтовка специального назначения) — снайперский вариант со стволом длиной 457 мм и снайперским прикладом PRS, регулирующимся по длине и высоте;
- AK — вариант под патрон 7,62×39 мм;
- Magpul Massoud — винтовка созданная под калибр .308 Winchester (7,62×51 мм НАТО), представленная в 2008 году.

Варианты системы Bushmaster ACR:
- Standart — основной вариант со стволом длиной 406 мм;
- Carbine — вариант со стволом длиной 368 мм;
- CQB — карабин со стволом длиной 318 мм;
- SPR — снайперский вариант со стволом 457 мм.

## На вооружении
- Корпус морской пехоты США;
- Служба военной разведки[1];
- Силы территориальной обороны ВСУ[2].